# Islas Los Roques
Islas Los Roques is een eilandengroep 160 kilometer ten noorden van de kust van Caracas, Venezuela. De archipel behoort tot de Federale gebieden en omvat ongeveer driehonderdvijftig eilanden waaronder Gran Roque, Francisqui, Nordisqui, Madrisqui, Crasqui en Dos Mosquises. Met zijn 225.000 hectare is het het grootste marine-park van de Caraïben. Gran Roque is niet het enige eiland dat bewoond is. Er wonen daar ongeveer 150 families. Op Madrisqui wonen o.a. diverse vissersfamilies. 

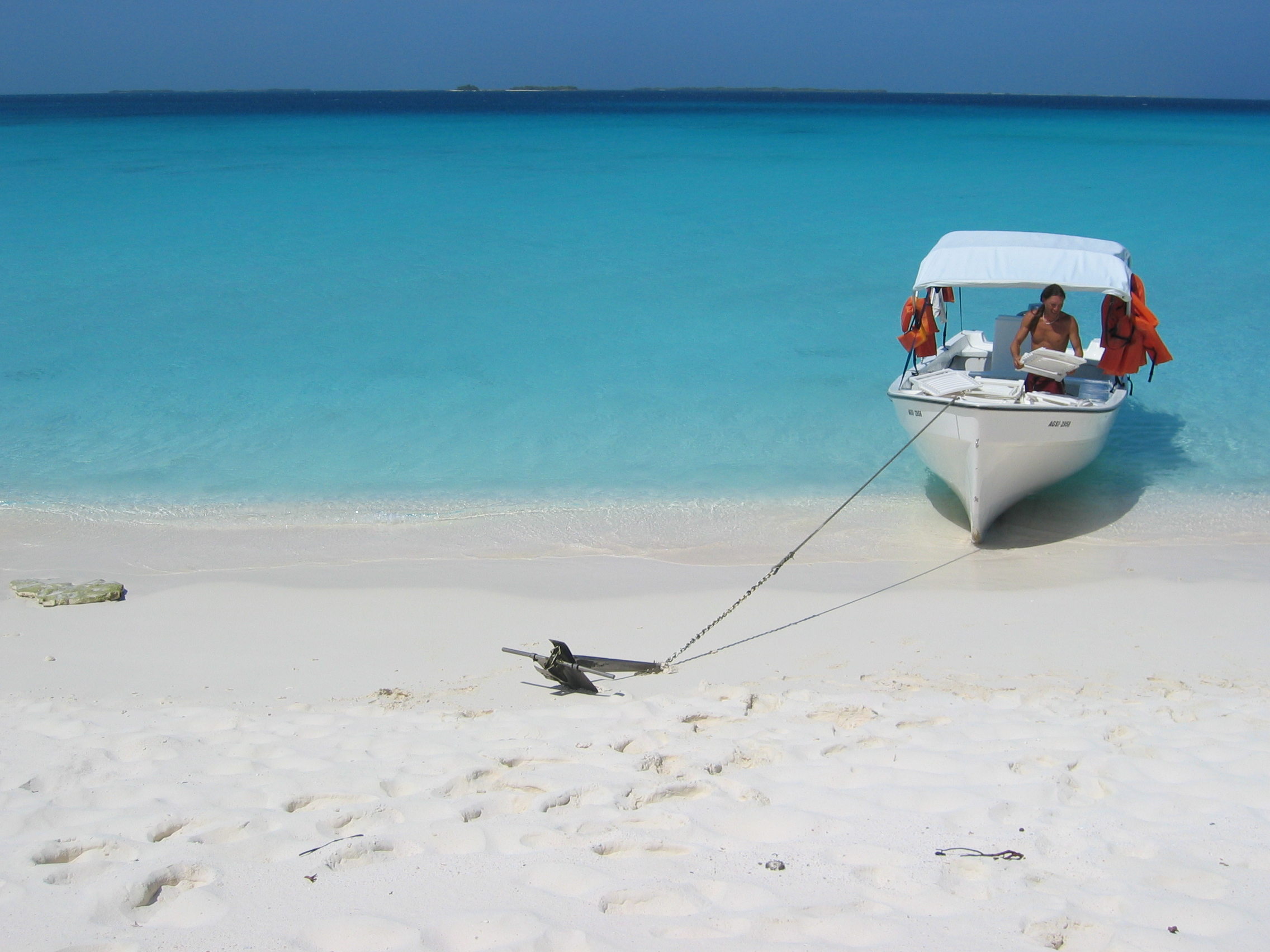
Los Roques